# Région de Bicol
La région de Bicol ou Bicolandia est une région des Philippines, également appelée Région V ou Région 05. Elle se compose de six provinces : 
- Albay,
- Camarines Norte,
- Camarines Sur,
- Catanduanes, province insulaire
- Masbate, province insulaire et
- Sorsogon.

Elle englobe la péninsule de Bicol. Son centre régional est Legazpi.
Sa population est de 5 796 989 habitants au recensement de 2015 sur une superficie de 18 155 km2, soit une densité de 300/km2.